# Retcon
A retcon ([retkɔn], retroactive continuity), magyarul „visszaható folytonosság” főleg az irodalomban, filmművészetben használt kifejezés, amely a mű (pl. regény, képregény, televíziós sorozat, videójáték-sorozatokban, film stb.) cselekményének bonyolítására használt eszköz, amely során a történethez  újabb információkat, tényeket fűznek hozzá, amelyek visszamenőlegesen hatnak. Ezzel részben vagy jelentősen megváltoztatható a történet korábbi értelmezése: kiegészítheti, átértelmezheti, ellent mondhat, figyelmen kívül hagyhatóvá tesz korábban elmesélt eseményeket. Ez nem csak szándékosan alkalmazott eszköz lehet, véletlenül is megtörténhet, és ilyenkor akár törést is okozhat a történet folytonosságában vagy logikájában.
A retconok igen gyakran jelennek meg képregényekben, különösen nagyobb kiadók esetében, mint a Marvel Comics vagy a DC Comics. Ez az egymással párhuzamosan futó sorozatok nagy számából, és az egymástól függetlenül dolgozó írók néha nem egyeztetett munkáiból adódik.
Filmek vonatkozásában nagyobb, értelemszerűen hosszabb időn át futó franchise-oknál fordul elő ez a helyzet. Az egyik legismertebb példa a Csillagok háborúja, melynek eredeti filmjei 1977 és 1983 között jelentek meg, ezeket pedig már akkor is „4., 5., 6. fejezetnek” nevezték, melyek előzményei (1., 2., 3. rész) csak 16 évvel később, 1999 és 2005 között készültek el, dramaturgiailag számos ponton ellentmondva a már kész „folytatások” momentumainak. A Csillagok háborúja később is több sorozatban és filmben foglalkozott különböző, régi és új karakterek különböző időszakokban játszódó történeteivel, melyek esetenként újabb ellentmondásokat okoztak. Ellentmondásos cselekményű előzménysorozatok készültek a Star Treknél is, ahol számos körülmény nem stimmelt az időben későbbi történetekkel. Az ezredforduló után megszaporodtak az előzményfilmek (prequel), melyek nagyobb sikerű filmek előzményeit voltak hivatva bemutatni jobb-rosszabb minőségben, de ezek nem feltétlenül voltak retconok is egyben, mert a cselekményüknek gyakran nem volt közvetlen közük a korábbi – kronológiailag későbbi – ismert történetekhez. 
Korábban is voltak retconokra filmes példák, az egyik legismertebb ilyen a Dallas című sorozatban volt, ahol az egyik főszereplő, Bobby Ewing halálát tették utólag semmissé.